# 사탄의 책
사탄의 책(Leaves From Satan's Book, Blade Af Satans Bog)은 덴마크에서 제작된 칼 테오도르 드레이어 감독의 1921년 드라마 영화이다. 윌헴 젠슨 등이 주연으로 출연하였다. 개봉명은 칼 드레이어 회고전 - 사탄의 책이다.

## 출연

### 주연
- 윌헴 젠슨
- 할바드 호프
- 제이콥 텍시에

### 조연
- 헐랜더 헬먼
- 에본 스트랜딘
- 요하네스 마이어
- 테나 크라프트
- 비고 와이헤
- 엠마 와이헤

## 제작진
- 미술: 칼 테오도르 드레이어